# L'Orient littéraire

Créé à Beyrouth en 1929 par le poète Georges Schéhadé, repris en 1955 par Salah Stétié, puis en 2006 par Alexandre Najjar, L'Orient littéraire est aujourd'hui le supplément littéraire du quotidien libanais francophone L'Orient-Le Jour. 
Il paraît le premier jeudi de chaque mois et est également consultable en ligne.

## Citations
- « L'Orient littéraire, excellent supplément mensuel du quotidien libanais L'Orient Le Jour » (Le Point [Quand ?])
- « Le supplément culturel du quotidien francophone libanais L'Orient-Le Jour a su accueillir les meilleures plumes libanaises et arabes de langue française. Il présente aussi les dernières œuvres littéraires ou artistiques dont on parle dans les grands médias internationaux. » (Courrier international [Quand ?]).
- « Il est mensuel, se lit gratuitement en ligne et, par ses critiques, ses analyses et sa diversité, il est plus proche, dans son esprit, des suppléments de la Repubblica et de la Frankfurter Allgemeine Zeitung que de certains de ses homologues français. » Pierre Assouline (La République des lettres [Quand ?]).